# Chalet

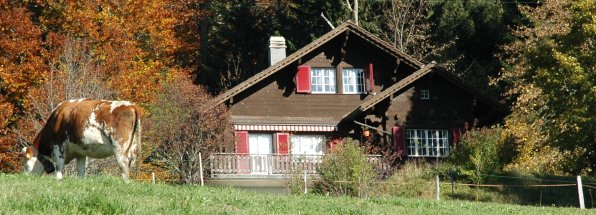

In architettura uno chalet /ʃaˈlɛ/, o chalet svizzero, è un tipo di costruzione di casa tipico degli ambienti montani, specialmente alpini, generalmente costruito in legno.

## Descrizione

### Definizione e origine

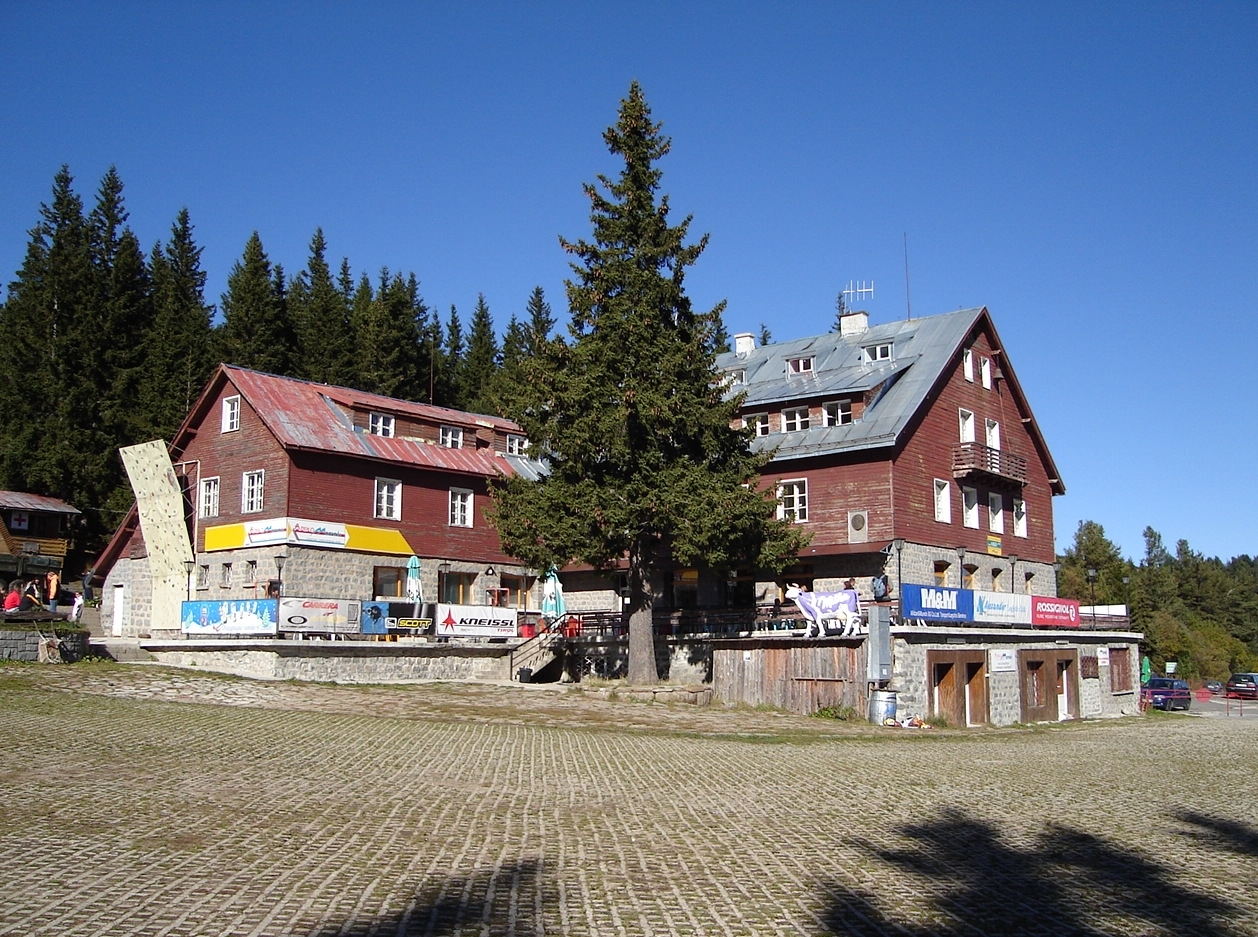

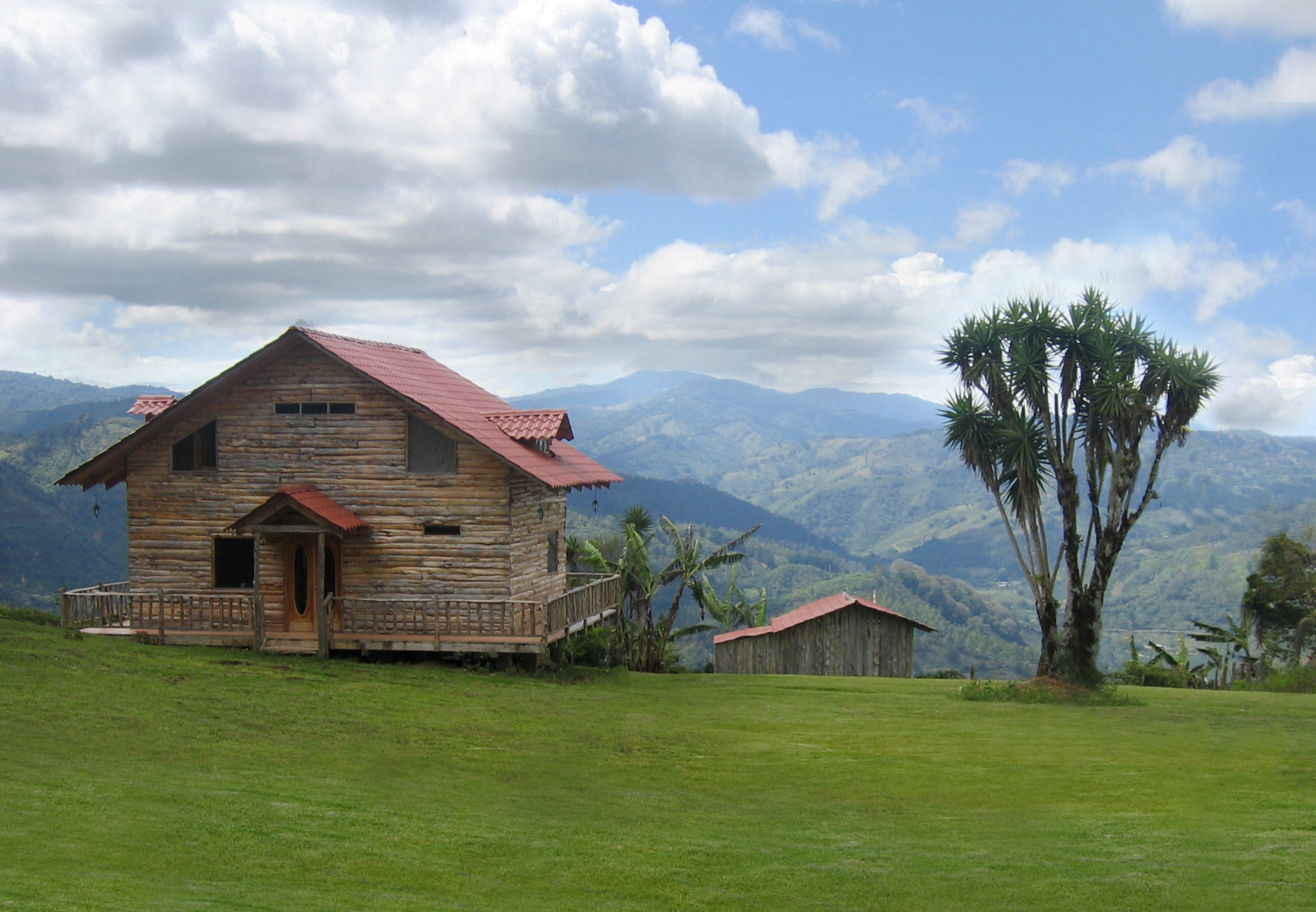

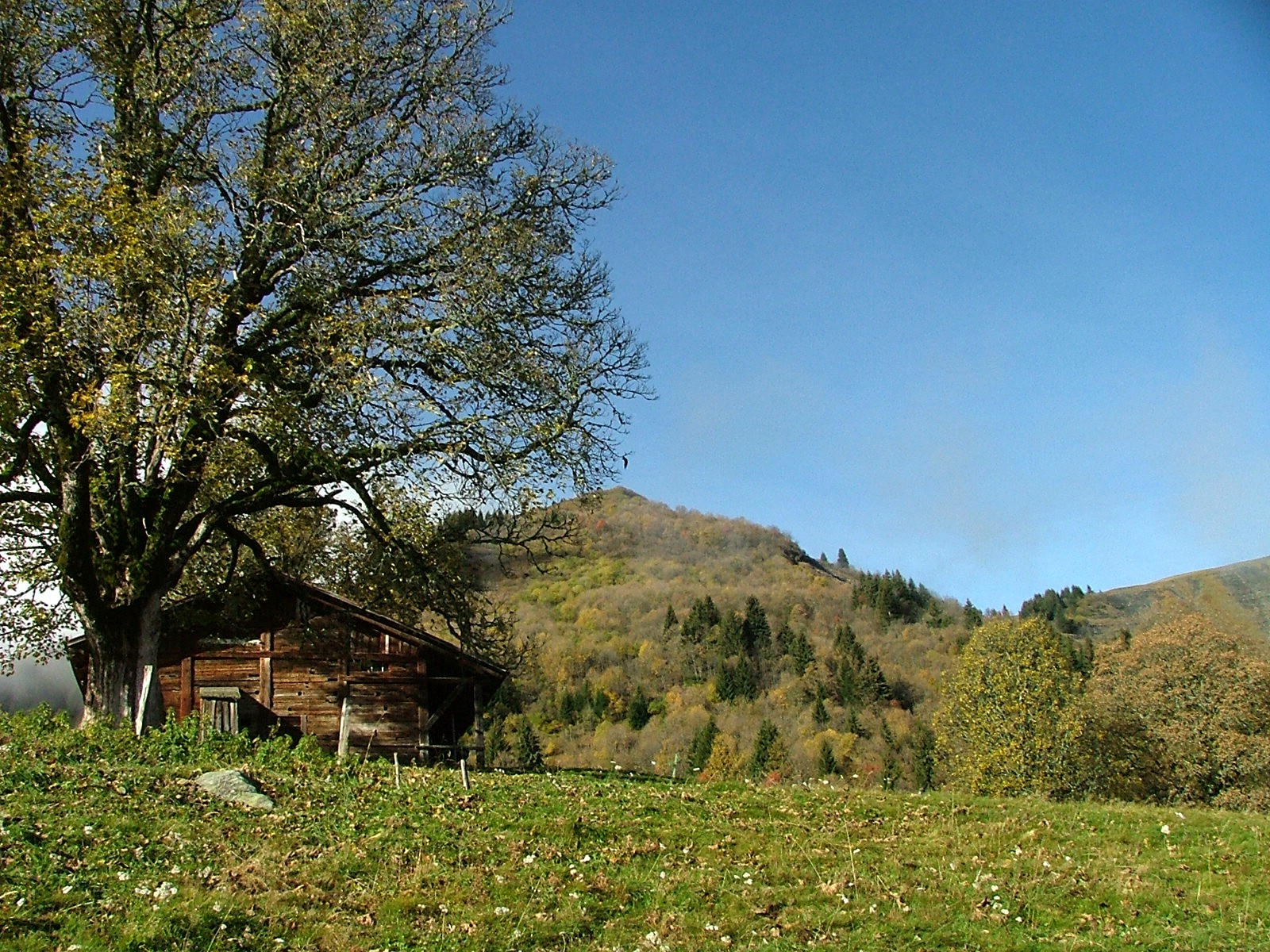

Webster's Dictionary definisce uno chalet "Una abitazione in legno con un tetto a spiovente e ampiamente a strapiombo con grondaia, comune in Svizzera e in altre regioni alpine". Il termine oggi può essere utilizzato per qualsiasi cottage e presentarsi costruito in questo stile.
Il termine deriva da chalet Arpitan, termine proveniente dalla Svizzera e dalla Savoia. Questo termine, a sua volta, deriva dal latino medievale calittum, di dubbia derivazione. Alcuni lo fanno derivare da una parola indoeuropea cioè cala che significherebbe rifugio.
Nel Québec francese viene chiamato chalet anche una costruzione, specialmente in una stazione di sci, che non viene costruita nello stile classico dello chalet.
In molte zone delle Alpi molti chalet vengono utilizzati stagionalmente come aziende agricole. I pastori che vi vivono vi producono burro e formaggio e li utilizzano come luogo di conservazione del formaggio. In inverno, i prodotti e il bestiame sono portati a valle, lasciando inutilizzati gli chalet nelle stagioni fredde.
Vicino alle piccole finestre degli chalet, vi sono piccole capanne dette Mazots, dove venivano chiusi degli oggetti preziosi durante il periodo inutilizzato degli chalet.

### Chalet come dimora estiva
Attualmente, molti chalet possono essere prenotati come residenze estive montane. Il termine chalet è spesso utilizzato anche per descrivere un cottage distinto da una struttura ricettiva turistica. Gli chalet possono essere simili a monolocali con angolo cottura e servizi igienici.

### Uso nel Nord America
Negli impianti sciistici nordamericani, chalet è usato anche per indicare quegli edifici utilizzati come bar ed altri servizi anche se non costruiti nello stile svizzero.
In Canada vi è una catena di ristoranti di nome Swiss Chalet.

## Altri utilizzi
Spesso, gli arabi nel Golfo Persico e nelle località turistiche della costiera marchigiana chiamano chalet gli stabilimenti balneari sulla spiaggia.